# Tertre Rouge

Le Tertre Rouge est un virage du circuit des 24 Heures, où se déroulent les 24 Heures du Mans.
Il est situé dans la continuité des Esses de la Forêt et amorce la ligne droite des Hunaudières. En moyenne, les voitures arrivent à l'entrée du virage à près de 245 km/h pour en ressortir à environ 160 km/h.

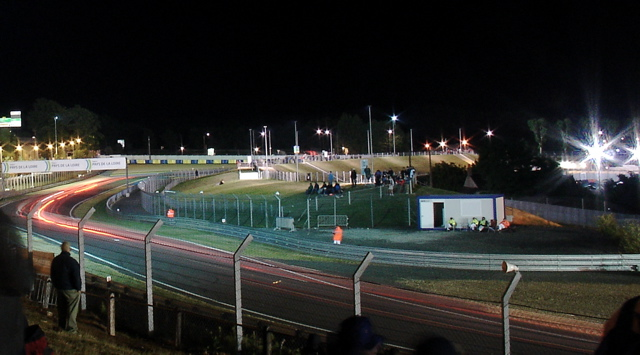
Le virage du Tertre Rouge de nuit.

## Histoire

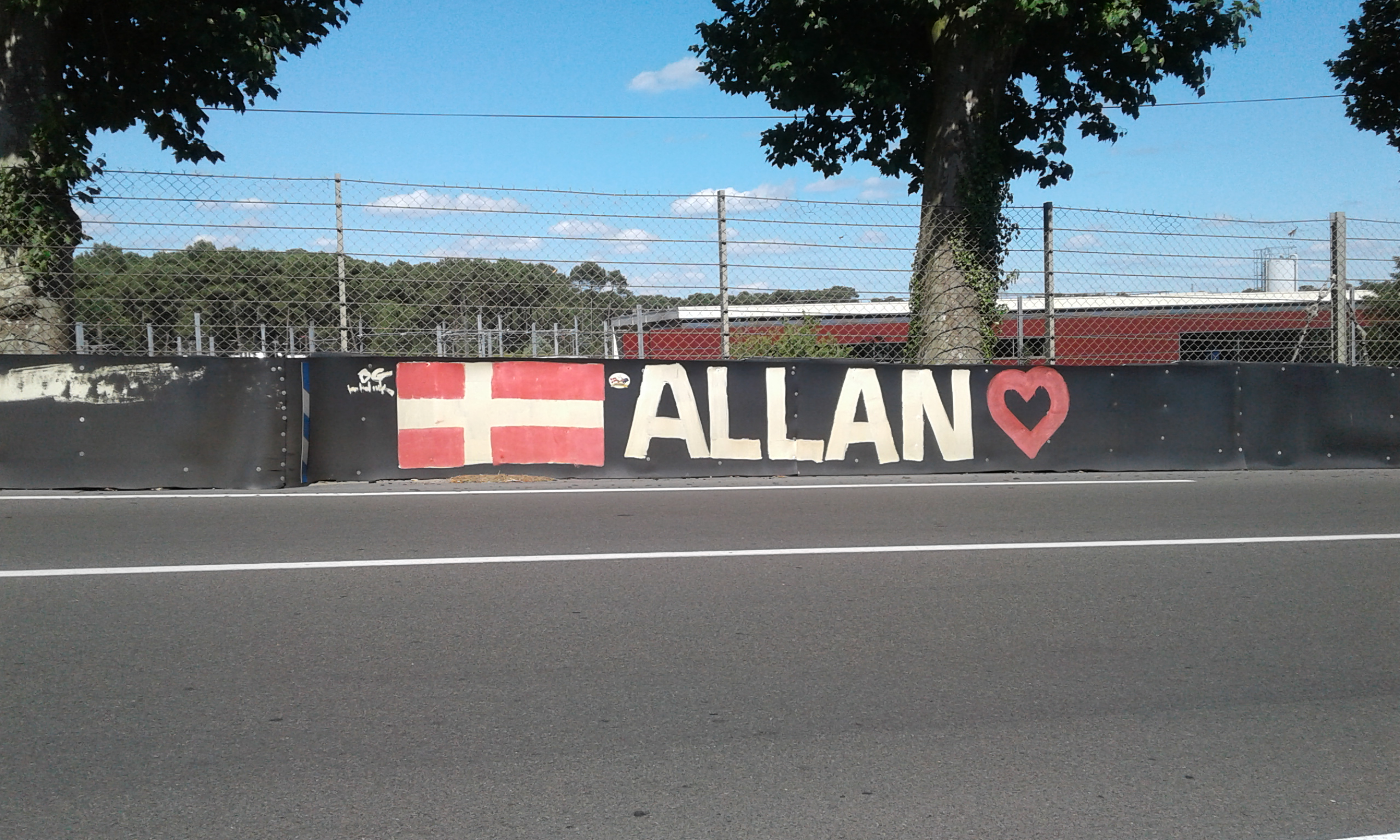
Lieu de l'accident d'Allan Simonsen au Tertre Rouge.

En 1979, l'ACO est obligé de modifier ce virage à la suite de la mise en service de la nouvelle rocade Sud-Est du Mans assurant la liaison entre l'autoroute Paris-Rennes et la route Le Mans-Angers-Nantes. L'ancien tracé représentait un coude à angle droit, le nouveau, lui, prend l'allure d'une courbe serrée d'un rayon de 50 mètres.
Durant l'hiver 2006/2007, le dessin du virage change ; l'angle du virage est désormais plus ouvert, incliné à 3 %, et sa surface de dégagement est doublée à l'extérieur.
Ce virage ne fait ni partie du circuit Bugatti, ni partie des portions routières ouvertes à la circulation publique pendant le reste de l'année. Il est exclusivement utilisé pour les 24 Heures du Mans.
En 2013, lors du 90e anniversaire des 24 Heures du Mans, le pilote danois Allan Simonsen y est victime d'un accident mortel avec son Aston Martin V8 Vantage GT2.